# Nikita Parris
Nikita Parris (Toxteth, Inglaterra; 10 de marzo de 1994) es una futbolista inglesa. Juega como delantera en el Manchester United de la FA Women's Super League de Inglaterra.

## Clubes
| Club                   | País       | Año               |
| ---------------------- | ---------- | ----------------- |
| Everton                | Inglaterra | 2011 - 2015       |
| Manchester City W.F.C. | Inglaterra | 2015 - 2019       |
| Olympique de Lyon      | Francia    | 2019 - 2021       |
| Arsenal                | Inglaterra | 2021 - 2022       |
| Manchester United      | Inglaterra | 2022 - "presente" |

## Palmarés

### Campeonatos nacionales
| Título               | Club                   | País       | Año  |
| -------------------- | ---------------------- | ---------- | ---- |
| Women's Super League | Manchester City W.F.C. | Inglaterra | 2016 |
| FA WSL Cup           | Manchester City W.F.C. | Inglaterra | 2016 |
| FA Women's Cup       | Manchester City W.F.C. | Inglaterra | 2017 |
| FA WSL Cup           | Manchester City W.F.C. | Inglaterra | 2019 |
| FA Women's Cup       | Manchester City W.F.C. | Inglaterra | 2019 |
| Women's FA Cup       | Manchester United      | Inglaterra | 2024 |

### Campeonatos internacionales
| Título            | Club       | País       | Año  |
| ----------------- | ---------- | ---------- | ---- |
| Eurocopa Femenina | Inglaterra | Inglaterra | 2022 |